# Попов, Роман Владимирович
Роман Владимирович Попов (род. 3 мая 1980, Ангарск, Иркутская область) — российский хоккеист, защитник, тренер.

## Биография
Отец Владимир Попов был лыжником. Роман Попов начал заниматься хоккеем в семь лет, первый тренер Виктор Саютин, затем — Сергей Коневский. Воспитанник «Ермака», провёл два матча в сезоне 1996/97 первой лиги. Затем уехал в Омск, но сломал ключицу, и вернулся в Ангарск. Выступал за «Металлург-2» Новокузнецк (1998/99), ЦСК ВВС Самара (1999/2000 — 2001/02), ЦСК ВВС-2 (1999/2000), «Сокол» Новочебоксарск (2000/01), «Сибирь» Новосибирск (2002/03 — 2004/05, 2008/09), ХК МВД и ХК МВД-ТХК (2005/06), «Автомобилист» Екатеринбург (2006/07), «Барыс», «Барыс-2» и «Казахмыс» (все — Казахстан, 2007/08), «Металлург» Новокузнецк (2009/10 — 2010/11), «Ермак» (2010/11 — 2012/13 — 2017/18), «Рубин» (2011/12).
Играющий тренер «Ермака» (2016/17). Детский тренер в «Сибири» (с октября 2019).
Сын Тимофей (род. 2006) — хоккеист.